# Stuart Angel Jones
Stuart Edgart Angel Jones (Salvador, 11 de enero de 1946 — Río de Janeiro, 14 de junio de 1971) fue un atleta de remo y estudiante de economía brasileño de la Universidad Federal de Río de Janeiro. Militante del grupo revolucionario MR-8, víctima de la última dictadura militar en Brasil. Actualmente permanece desaparecido.

## Breve reseña
Stuart era hijo del norteamericano Norman Jones y de Zuleika Angel Jones, más conocida como Zuzu Angel, una diseñadora de vestuario y estilista reconocida internacionalmente. Nacido en Salvador, luego se traslada a Río de Janeiro, donde fue bicampeón carioca de remo por el Club de Regatas Flamengo en su juventud (1964 y 1965). Poseía doble nacionalidad, brasileña y estadounidense.
Siendo estudiante de Economía de la Universidad Federal de Río de Janeiro, inicia su militancia política en un sector del PCB (Partido Comunista Brasileño) que daría lugar al MR-8 (Movimiento Revolucionario 8 de Octubre).

## Desaparición
Stuart Angel fue secuestrado por agentes militares del Centro de Información de Seguridad de la Fuerza Aérea el 14 de mayo de 1971. Se sospecha que fue arrestado y torturado en la base aérea de Galeão y que su cuerpo fue enterrado en la base aérea de Santa Cruz, también en Río de Janeiro.
Su caso se hizo internacionalmente conocido debido a la lucha de su madre, Zuzu Angel, llegando Incluso ésta a entregarle una carta de pedido al entonces Secretario de Estado de los Estados Unidos, Henry Kissinger. Dicha búsqueda se interrumpe cuando Zuzu fallece el 13 de abril de 1976 en un confuso accidente automovilístico en Río de Janeiro. En 1998 la Comisión Especial de Muertes y Misiones Políticas analizó el mismo y culpó al régimen militar de la muerte de la estilista.
La mujer de Stuart, Sônia Maria de Moraes Angel Jones, fue torturada y asesinada en São Paulo en 1973. Enterrada como indigente, su cuerpo solo sería identificado por la familia 18 años después, y se le pudo dar entonces una sepultura digna.
En 2014, la Comisión Nacional de la Verdad declaró que Stuart Angel había sido "víctima de desaparición forzada en una acción perpetrada por agentes del Estado brasileño, en el contexto de violaciones sistemáticas de los derechos humanos promovidas por la dictadura militar". La comisión también recomendó la continuación de las investigaciones para localizar e identificar los restos del joven y la identificación de otros agentes involucrados en el crimen.

## Cine y literatura
En 2006 la vida de Stuart y de su madre fueron llevadas al cine con la película Zuzu Angel, dirigida por Sérgio Rezende.
En 2013 el escritor José Louzeiro escribe el poema En carne viva, con personajes y situaciones que rememoran el drama de la pérdida de Stuart Angel.

## Homenajes
- En 2010 Stuart fue homenajeado por el Club de Regatas del Flamengo con la inauguración de un memorial en la sede social del club.[3]
- En 2015, un busto en su homenaje fue inaugurado frente al campus de la Universidad Federal de Río de Janeiro (UFRJ), en la Urca.[11] Allí también hay una ciclovía con el nombre del atleta.[12]